# Martín de Gainza (arquitecto)

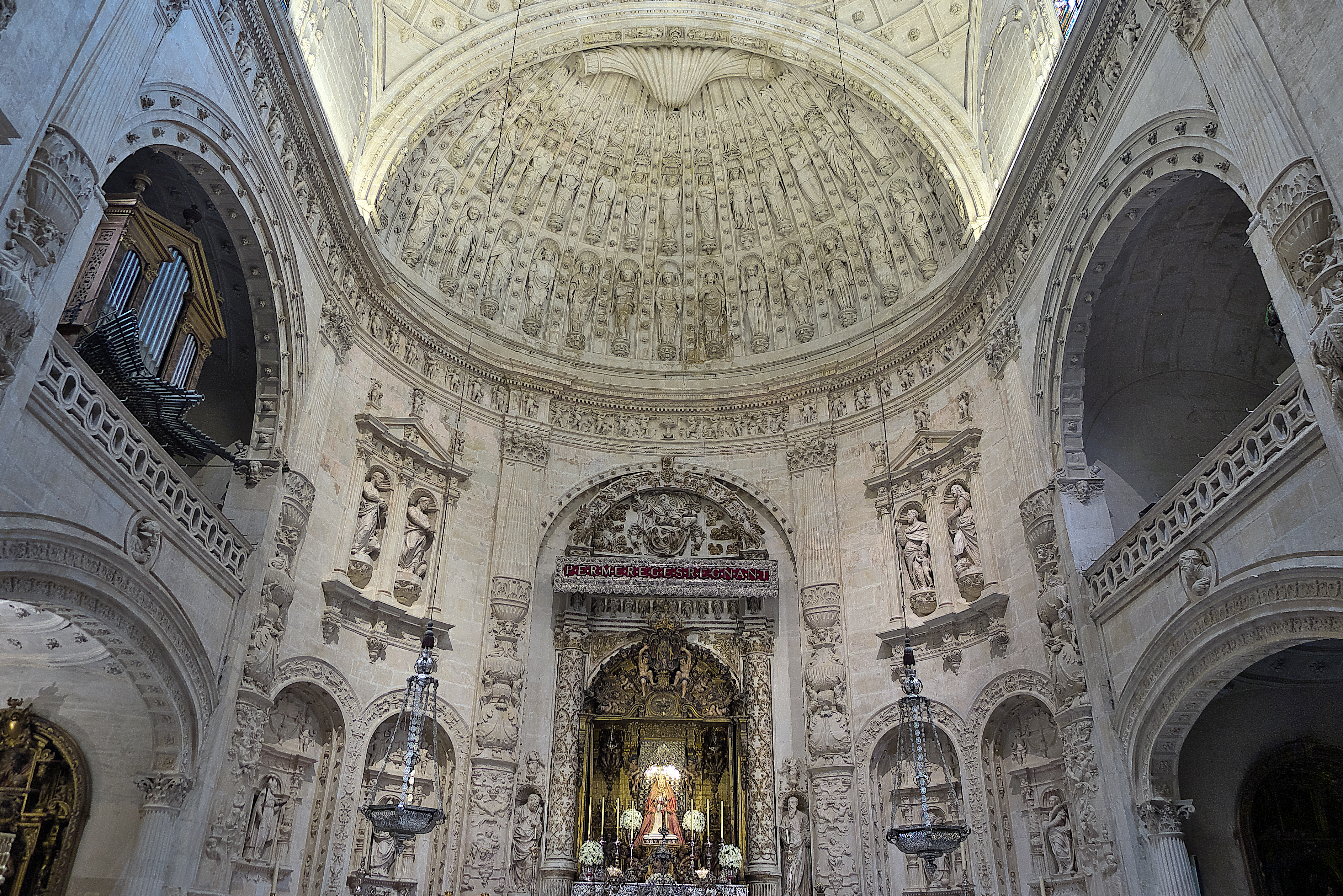
Capilla Real de la Catedral de Sevilla

Martín de Gainza (Vizcaya, 1505 - Marchena, 1556) fue un artista y arquitecto español, de origen vizcaíno, que colaboró inicialmente con Diego de Riaño en la edificación del Ayuntamiento de Sevilla, pasando en 1529 a ocupar el puesto de aparejador de la Catedral de Sevilla.
Una segunda etapa de su vida profesional comenzó en 1535 al ser designado maestro mayor de esta catedral. Desde entonces y hasta su muerte, en 1556, dirige diversas obras en ella, a la vez que es nombrado arquitecto del Hospital de la Sangre en 1545, compaginando estos trabajos con otras labores a lo largo de las tierras del arzobispado.
Su primera intervención en Sevilla consiste en continuar la Sacristía de los Cálices y la Sacristía mayor. La primera cierra sus bóvedas en 1537, acabándose su cúpula en 1543. En su diseño se siguen las trazas de su antecesor, Riaño, aunque modificadas al incorporar en el trasdós flameros y arbotantes que dan al conjunto aspecto goticista. Creación suya es la portada que sirvió de ingreso, desde el Patio de los Naranjos, a la capilla que tenía el obispo de Scalas en la catedral, ahora fuera del recinto del templo y parcialmente mutilada, fechada entre 1535 y 1539.
Pero la principal aportación de Gaínza a esta catedral es su Capilla Real de la Catedral de Sevilla, iniciada en 1551, y donde trabaja hasta su defunción, momento en el que ciertos fallos constructivos obligaron a parar la obra. Al reiniciarse, su sucesor Hernán Ruiz II, modificó sus diseños y levantó la bóveda semiesférica que cubre el espacio central de la Capilla Real.
Coetánea es su intervención en varias iglesias del arzobispado hispalense, en las que trabaja especialmente sobre dos tipos arquitectónicos de gran interés, las sacristías y las torres fachadas. 
Para las primeras generaliza el esquema centralizado de la Sacristía Mayor de la catedral sevillana, y a ellas responden las de la Iglesia de Santa María de la Asunción de Arcos de la Frontera, la Iglesia de San Miguel de Morón de la Frontera y la también Iglesia de San Miguel de Jerez de la Frontera. La primera debe ser coetánea con la remodelación de la cabecera del templo, fechada en 1553. Esta sacristía, con fachadas articuladas por pilastras sencillas, carece interiormente de órdenes arquitectónicos, presentando abundante decoración. Un ejemplo similar, pero recurriendo a semicolumnas para organizar los alzados interiores, emplea en la parroquia jerezana. 
La articulación sin solución de continuidad entre portada y campanario que caracteriza a las torres-fachadas era una fórmula ya empleada en algunos templos medievales. La labor de Gainza fue actualizarla con un lenguaje nuevo, de corte renacentista. La perteneciente a la iglesia parroquial de Constantina se inicia en 1546, no acabándose hasta el último cuarto de siglo con bastantes modificaciones. Un tratamiento más monumental presenta la de la Iglesia de Santa María de la Mesa (Utrera), con potentes columnas abalaustradas, frontón rectilíneo y espléndido arco abocinado, con campanario superior, ya de época barroca.
La última obra de Gainza fue el colegio de los jesuitas de Marchena, edificio en el que estaría trabajando cuando le llegó la muerte, en 1556. En su iglesia, de concepción espacial gótica, destaca la solución adoptada para apear los arcos del crucero, interrumpiendo el fuste de los soportes para disponer unas ménsulas a modo de capiteles.